# 프리드리히 모스

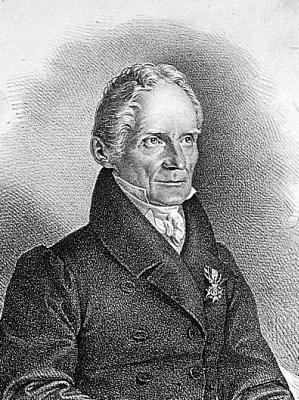

카를 프리드리히 크리스티안 모스(Carl Friedrich Christian Mohs, 1773년 1월 29일 ~ 1839년 9월 29일)는 독일의 광물학자이다.
게른로데에서 태어났다. 활석·석고·방해석·형석·인회석·정장석·석영·황옥·강옥·다이아몬드의 10종류의 광물의 굳기에 대한 모스 굳기계는 현재에도 사용된다. 『광물학의 자연사(1821)』, 『광물학(3권, 1825)』 등의 저서를 남겼다.